# Luigi Boccherini
Luigi Boccherini (19. únor 1743 Lucca – 28. květen 1805 Madrid) byl italský hudební skladatel a violoncellista.

## Život
Narodil se v toskánském městečku Lucca poblíž Pisy v hudební rodině. Jeho otec byl zpěvák, violoncellista a kontrabasista v městském orchestru; jeho bratr Giovanni Gastone byl libretista několika oper Antonia Salieriho a J. Haydna, jeho sestra byla baletka. Luigi Boccherini projevil brzy svůj cit pro hudbu a začal se učit hře na violoncello – učil jej nejdříve jeho otec, později studoval v Římě v bazilice svatého Petra.
Po skončení studia se přestěhoval se svým otcem do Vídně, kde oba hráli ve dvorním divadle Burgtheater. Luigi tam zůstal až do roku 1764. Tam však pobyl jen krátce a vydal se na koncertní turné po Francii se smyčcovým kvartetem které sám založil. V té době začal také sám komponovat, mj. složil dvě oratoria. Po několika dalších cestách přesídlil roku 1768 do Španělska, kde se jeho mecenášem stal Don Luis, bratr španělského krále Karla III. Boccherini působil v Madridu jako violoncellista a skladatel a složil mj. také řadu smyčcových kvintetů se dvěma party pro violoncello. V roce 1776 vyslovil král nesouhlas s jednou částí Boccheriniho nového tria a nařídil mu, aby ho změnil. Ten však odmítl královo nařízení a zmíněnou pasáž dokonce zdvojnásobil. Byl okamžitě propuštěn. Poté doprovázel infanta Dona Luise do Arenas de San Pedro, malého města v horách Sierra de Gredos. Tam a blízkém městě Candeleda, Boccherini zkomponoval řadu svých nejznámějších skladeb.
Mezi jeho dalšími zaměstnavateli byli Lucien Bonaparte (1775–1840), francouzský velvyslanec v Madridu a král Fridrich Vilém II., který sám byl výborným amatérským hudebníkem a podporovatelem umění. Po roce 1785 ho postihlo několik tragických událostí. Zemřeli dva z jeho španělských mecenášů, první i druhá manželka a čtyři dcery. Sám zemřel v chudobě na plicní chorobu 28. května 1805.

## Dílo

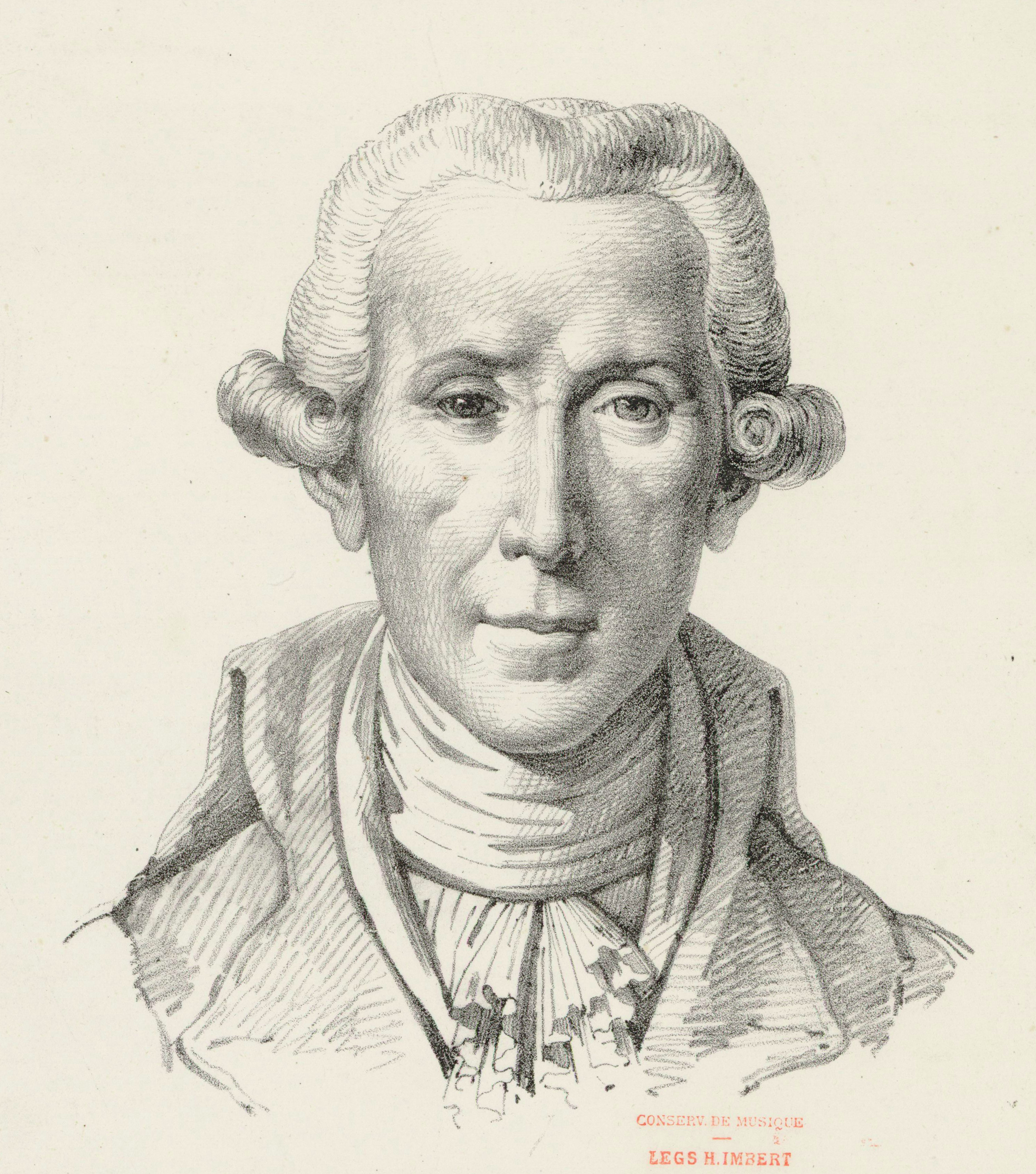
Kresba Luigiho Boccheriniho od Etienne Mazase

Úplný seznam Boccheriniho skladeb sestavil francouzský muzikolog Yves Gérard a publikoval jej poprvé v Londýně v roce 1969. Užívá se pro něj označení „Gérardův katalog“ a jednotlivé skladby se uvádějí písmenem G a pořadovým číslem.

### Komorní hudba
- 39 sonát pro violoncello
- 46 sonát pro housle
- Rondo pro housle a cembalo G-dur
- 22 houslových duet
- 6 fug pro dvě violoncella
- 4 sonáty pro dvě violoncella
- 6 duet z kvartetu op. 26
- 68 smyčcových trií
- 16 klavírních trií
- 6 triových sonát s flátnou
- 2 tri a pro dvě flátny a cembalo
- 106 smyčcových kvartet
- 6 klavírních kvartet
- 9 flétnových kvartet
- 3 dechová kvarteta
- 157 smyčcových kvintet
- 12 klavírních kvintet
- 24 flétnových kvintet
- 2 kvintety pro flétnu, hoboj a smyčce
- 9 kytarových kvintet
- 7 smyčcových sextet
- 6 divertiment pro smyčcový sextet
- 7 nokturen pro oktet
- Sinfonia pro cembalo Es-dur
- 7 sonát pro cembalo

### Koncerty
- 12 koncertů pro violoncello
- 3 houslové koncerty
- 2 flétnové koncerty
- 2 klavírní koncerty

### Symfonická hudba
- 31 symfonií
- Ouverture in D major (G 490)
- Serenade in D major (G 501)
- 2 menuety (G 502)

### Jevištní díla
- Cefalo e Procri (G 524, ztraceno)
- Un gioco di minuetto ballabili op. 41 (G 525)
- Ballet espagnol (G 526)
- Interludium do Piccinniho opery La buona figliola (G 527)
- La Clementina (zarzuela, G 540)
- Sceny pro operu Ines de Castro (G 541)
- Árie pro operu Almeria (ztraceno)
- 17 koncertních árií

### Chrámová hudba
- Missa solemnis op. 59 (G 528, ztraceno)
- Kyrie in B-flat major (G 529)
- Gloria in F major (G 530)
- Credo in C major (G 531)
- Stabat Mater in A-flat major (G 532a)
- Stabat Mater op. 61 in F major (G 532b)
- Dixit Dominus in G major (G 533)
- Domine ad adjuvandum in G major (G 534)
- Laudate pueri

### Oratoria
- Vánoční kantáta op. 63 (ztraceno, G 535)
- Kantáta ke svátku sv. Louise (fragment, G 536)
- Gioas, re di Giuda (G 537)
- Giuseppe riconosciuto (G 538)
- Villancicos al nacimiento de nuestro Senor Jesu Christo (G 539)
- La Confederazione dei Sabini con Roma (G 543)